# 旷野之声
旷野之声（：／）是針對的基督教福音广播，广播语言为语。

## 概况
韩国的教会在过去经常用气球将传单带到朝鲜，以达到传教的目的，不过收效甚微。于是在1993年10月2日电台开播，起初在韩国标准时间20:30-21:00在9830kHz上播出。
朝鲜有时会对该电台进行干扰，不过在朝鲜及周边国家收听该电台还是比较容易的。

## 频率
| 韩国标准时（KST） | 频率                   |
| 22:00-00:00       | 7615 kHz               |
| 04:00-05:00       | 1566 kHz（周日）       |
| 04:00-04:30       | 1566 kHz（周二、周四） |

※韩国标准时＝UTC+9
- 频率自2016年至现在。